# Marco Curto
Marco Curto (Napoli, 5 gennaio 1999) è un calciatore italiano, difensore dell'Empoli.

## Caratteristiche tecniche
Difensore centrale dal fisico imponente, abile nel colpo di testa, può essere impiegato anche come terzino.

## Carriera

### Club
Cresciuto nei settori giovanili di Milan ed Empoli, con cui conquista la promozione nel Campionato Primavera 1, nel 2018 passa a titolo temporaneo alla Reggina, facendo tuttavia ritorno all'Empoli nel successivo mese di gennaio, dopo non aver collezionato alcuna presenza. Il 29 luglio 2019 si trasferisce, sempre in prestito, alla Virtus Verona.
Il 18 agosto 2020 viene acquistato dal Südtirol, con cui firma un triennale; con gli altoatesini conquista, alla seconda stagione, una storica promozione in Serie B. Il 20 giugno 2022 prolunga fino al 2024 con i biancorossi.
L'8 agosto 2023 passa in prestito con obbligo di riscatto al Como.
Il 23 luglio 2024 passa in prestito con diritto di riscatto al Cesena. Il 24 agosto segna la sua prima rete con i romagnoli nella sconfitta per 2-1 in casa del Sassuolo.
Il 24 gennaio 2025 il prestito viene rescisso; contestualmente viene ceduto, sempre in prestito, alla Sampdoria.
Il 25 luglio 2025 viene ceduto, a titolo definitivo, all'Empoli.

### Nazionale
Ha giocato nelle nazionali giovanili italiane Under-15 ed Under-16.

## Controversie
Il 7 ottobre 2024 viene squalificato per 10 giornate per via di un insulto razzista rivolto a Hwang Hee-Chan del Wolverhampton tre mesi prima in un amichevole in cui indossava la maglia del Como.

## Statistiche

### Presenze e reti nei club
Statistiche aggiornate al 15 giugno 2025.
| Stagione        | Squadra         | Campionato      | Campionato | Campionato | Coppe nazionali | Coppe nazionali | Coppe nazionali | Coppe continentali | Coppe continentali | Coppe continentali | Altre coppe | Altre coppe | Altre coppe | Totale | Totale |
| Stagione        | Squadra         | Comp            | Pres       | Reti       | Comp            | Pres            | Reti            | Comp               | Pres               | Reti               | Comp        | Pres        | Reti        | Pres   | Reti   |
| --------------- | --------------- | --------------- | ---------- | ---------- | --------------- | --------------- | --------------- | ------------------ | ------------------ | ------------------ | ----------- | ----------- | ----------- | ------ | ------ |
| 2018-gen. 2019  | Reggina         | C               | 0          | 0          | CI-C            | 0               | 0               | -                  | -                  | -                  | -           | -           | -           | 0      | 0      |
| gen.-lug. 2019  | Empoli          | A               | 0          | 0          | CI              | -               | -               | -                  | -                  | -                  | -           | -           | -           | 0      | 0      |
| 2019-2020       | Virtus Verona   | C               | 19         | 0          | CI-C            | 2               | 0               | -                  | -                  | -                  | -           | -           | -           | 21     | 0      |
| 2020-2021       | Südtirol        | C               | 31+3       | 0          | CI              | 1               | 0               | -                  | -                  | -                  | -           | -           | -           | 35     | 0      |
| 2021-2022       | Südtirol        | C               | 30         | 1          | CI+CI-C         | 1+6             | 0               | -                  | -                  | -                  | SC-C        | 1           | 0           | 38     | 1      |
| 2022-2023       | Südtirol        | B               | 34+3       | 2+0        | CI              | 1               | 0               | -                  | -                  | -                  | -           | -           | -           | 38     | 2      |
| Totale Südtirol | Totale Südtirol | Totale Südtirol | 95+6       | 3          |                 | 9               | 0               |                    | -                  | -                  |             | 1           | 0           | 111    | 3      |
| 2023-2024       | Como            | B               | 25         | 0          | CI              | 0               | 0               | -                  | -                  | -                  | -           | -           | -           | 25     | 0      |
| 2024-gen. 2025  | Cesena          | B               | 12         | 2          | CI              | 3               | 0               | -                  | -                  | -                  | -           | -           | -           | 15     | 2      |
| gen.-giu. 2025  | Sampdoria       | B               | 14+1       | 0+1        | CI              | -               | -               | -                  | -                  | -                  | -           | -           | -           | 15     | 1      |
| 2025-2026       | Empoli          | B               | 0          | 0          | CI              | -               | -               |                    | -                  | -                  |             | -           | -           | 0      | 0      |
| Totale carriera | Totale carriera | Totale carriera | 165+7      | 5+1        |                 | 14              | 0               |                    | -                  | -                  |             | 1           | 0           | 187    | 6      |

## Palmarès

### Club

#### Competizioni nazionali
- Serie C: 1

Südtirol: 2021-2022 (girone B)